# 李察·霍爾
李察·霍爾（英語：Richard Hull），是英國推理作家理查德·亨利·桑普森（Richard Henry Sampson，1896年9月6日—1973年4月19日）的筆名。李察18歳時加入軍隊，投入第一次世界大戰，戰後曾擔任會計師，於1934年出版處女作《謀殺我姑媽》出道，1950年代停止寫作，李察重回本業，為阿加莎·克里斯蒂處理偵探俱樂部的事宜，包括會計事宜。